# Lorin Parys
Lorin Maria Jozef Parys (Leuven, 12 april 1976) is een voormalig Belgisch politicus voor de N-VA en sinds 1 april 2022 CEO van de Pro League.

## Levensloop
Parys studeerde rechten, met diploma's aan de Universiteit Namen (1996), de KU Leuven (1999), de Universiteit Stellenbosch in Zuid-Afrika en de New York University of Law (2000). Vervolgens werkte hij van 2000 tot 2003 in New York als advocaat. 
Na zijn terugkeer naar België behaalde hij in 2006 een Master of Business Administration aan de Vlerick Business School. Van 2003 tot 2004 was hij woordvoerder van toenmalig Vlaams minister van Economie en Buitenlandse Handel Patricia Ceysens en van 2004 tot 2007 algemeen directeur bij Flanders DC. Ook was hij een van de drijvende krachten achter het winkelcentrum Uplace, waar hij van 2007 tot 2014 'Chief Operating Officer' (COO) was. Bovendien was hij van 2011 tot 2012 chief operating officer bij voetbalclub Club Brugge. Sinds 2011 is hij ook actief als ondernemer, als bestuurder van de vennootschap Eye Candy, gespecialiseerd in de detailhandel in brillen, zonnebrillen en lenzen. 
Hij begon zijn politieke carrière bij de Open Vld en stond op de tweede plaats op de Open Vld-lijst voor de Kamer bij de verkiezingen van juni 2010, maar raakte niet verkozen. In december 2013 stapte hij over naar de N-VA. Voor de Vlaamse verkiezingen van mei 2014 stond hij op de vierde plaats op de N-VA-lijst in de kieskring Vlaams-Brabant en werd verkozen. Parys behaalde 10.774 voorkeurstemmen. In het Vlaams Parlement werd hij voorzitter van de commissie voor Wonen, Armoedebeleid en Gelijke Kansen en vast lid van de commissie Welzijn, Volksgezondheid en Gezin. Bij de Vlaamse verkiezingen van 26 mei 2019 werd hij vanop de derde plaats van de Vlaams-Brabantse N-VA-lijst herkozen in het Vlaams Parlement met 21.929 voorkeurstemmen. Vanaf midden juni 2019 maakte hij als secretaris deel uit van het Bureau (dagelijks bestuur) van deze assemblee. Hij maakte daarnaast als vast lid deel uit van de commissie Welzijn, Volksgezondheid, Gezin en Armoedebestrijding.
Lorin Parys bracht in 2014 het boek De Vergeetput uit, over kinderen in bijzondere jeugdzorg. Daarnaast schreef hij columns in De Standaard, waarin hij zich meermaals pro het nationalisme uitsprak met opiniestukken als Nationalisme en kapitalisme en Noordelijk is nationalistischer.
Samen met zijn echtgenoot is hij pleegouder van twee kinderen. Het koppel heeft ook een adoptiekind.
Bij de gemeenteraadsverkiezingen van oktober 2018 was hij lijsttrekker voor de N-VA. Hij werd verkozen als gemeenteraadslid van Leuven, maar zijn partij belandde in de oppositie.
Eind 2018 werd hij aan de zijde van Cieltje Van Achter ondervoorzitter van zijn partij. Op 6 februari 2021 werd hij als ondervoorzitter herkozen, ditmaal met Valerie Van Peel aan zijn zijde.
Op 1 april 2022 werd hij CEO van de Pro League. Hierdoor zette hij eind maart 2022 een punt achter al zijn politieke mandaten. In 2025 nam hij daarnaast het voorzitterschap van de Belgische Brouwers op zich.